# Paracles peruensis
Paracles peruensis är en fjärilsart som beskrevs av Paul Dognin 1907. Paracles peruensis ingår i släktet Paracles och familjen björnspinnare. Inga underarter finns listade i Catalogue of Life.